# Durazno (Uruguay)
Durazno (anteriormente Villa San Pedro del Durazno) es una ciudad uruguaya, situada en el Departamento de Durazno, del cual es capital. Se encuentra localizada en el centro del país, sobre la margen izquierdo del Rio Yi, afluente del Río Negro, y en la confluencia de las rutas nacionales 5 y 14.

## Historia
Origen:

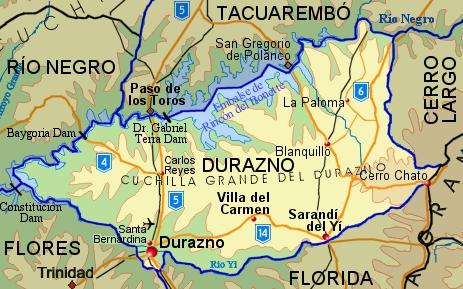
Durazno, Capital del Departamento, en rojo.

Fue fundada por Fructuoso Rivera en 1821 bajo el nombre de Villa San Pedro del Durazno, en homenaje al emperador brasileño de ese tiempo. Pedro I de Brasil y IV de Portugal. En sus orígenes y citando las acuarelas de Besnes e Irigoyen, era un precario rancho frente a la plaza principal. 
“Se tienen noticias de que en 1773, en el Paso del Durazno “...sobre la margen izquierda...se establece un pequeño rancherío dedicado a la extracción de cueros...”.
El general Fructuoso Rivera le dio importancia, al hacerla capital nacional bajo su mandato presidencial, al poco tiempo de nacida la república. La fundación de la Villa de San Pedro se formó con el destino de juntar gente dispersa en el interior de la provincia después de la guerra, según informe del Presidente Rivera el 19 de diciembre de 1831 “La villa del Durazno debe su fundación a la necesidad reconocida por el gobierno portugués de reunir en un punto del estado diversas familias que, a falta de terrenos propios y de medios para adquirirlos se veían expuestas a una miseria peligrosa y formar una barrera contra la invasión de los indios salvajes y cuartel de policía rural”. 

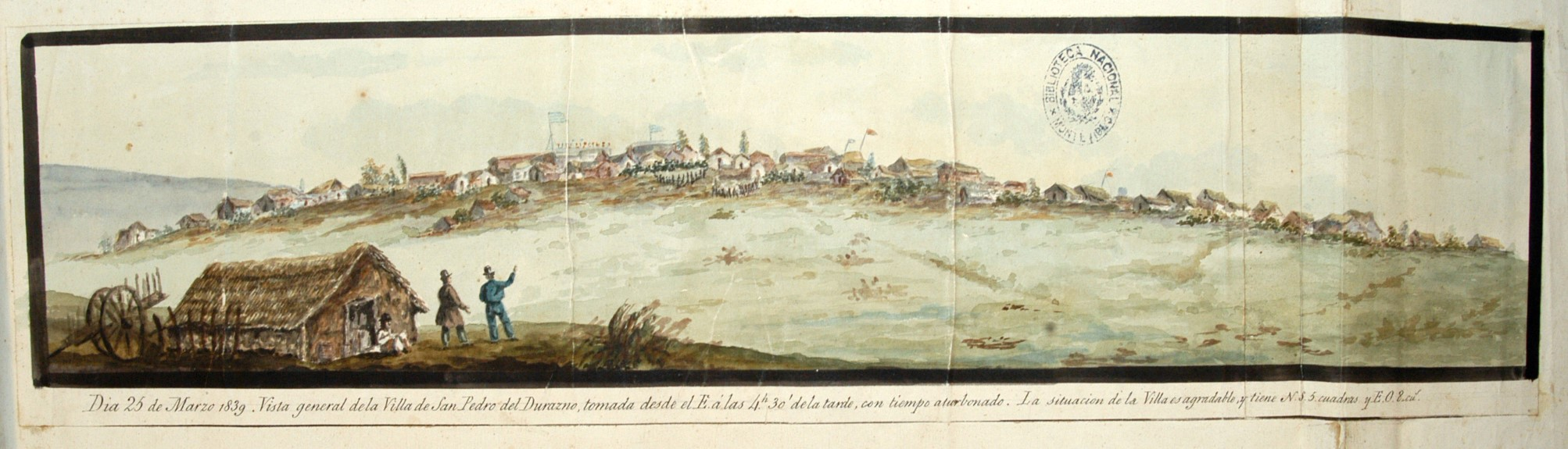
Vista panorámica de la Villa

Como los primeros roles y funciones del centro poblado estuvieron ligados a la existencia del llamado “Paso del Durazno”, la ciudad se implantó sobre las tierras altas más próximas al mismo, aplicando los sabios principios de las Leyes de Indias: lugar alto, ventilado, con aprovisionamiento posible de agua. La ciudad creció lentamente, ocupando las manzanas de su trama en cuadrícula, igualitaria y abierta hacia los horizontes. El Río Yí se cruzaba por un puente sumergible en las grandes inundaciones: el hoy “Puente Viejo”. En su orilla norte, algunas construcciones”.

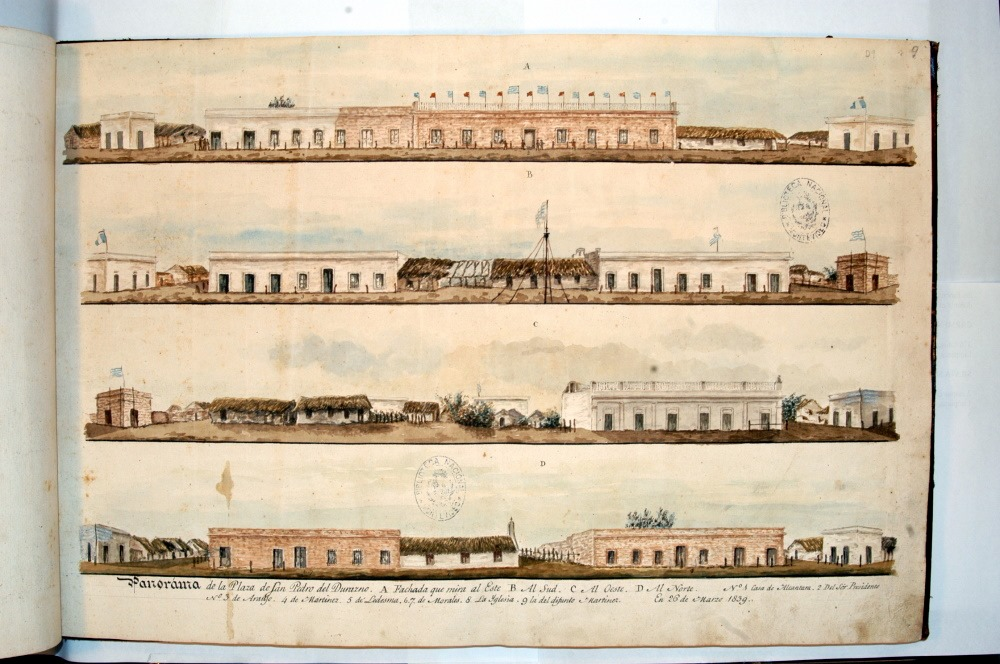
Panoráma de la plaza mayor, hoy llamada "Plaza Independencia"

La Villa San Pedro del Durazno fue elevada a la categoría de ciudad por decreto del gobierno de fecha 13 de junio de 1906
Existen centros de enseñanza oficiales instalados desde las décadas finales del siglo XIX , se creó el Liceo Popular de Durazno, hoy denominado Instituto Miguel C. Rubino. Se agregaron dos instituciones de gran influencia, Colegio San Luis de los Hermanos Maristas y el Colegio Inmaculada Concepción.

## Clima
| Parámetros climáticos promedio de Durazno (normales 1991-2020) | Parámetros climáticos promedio de Durazno (normales 1991-2020) | Parámetros climáticos promedio de Durazno (normales 1991-2020) | Parámetros climáticos promedio de Durazno (normales 1991-2020) | Parámetros climáticos promedio de Durazno (normales 1991-2020) | Parámetros climáticos promedio de Durazno (normales 1991-2020) | Parámetros climáticos promedio de Durazno (normales 1991-2020) | Parámetros climáticos promedio de Durazno (normales 1991-2020) | Parámetros climáticos promedio de Durazno (normales 1991-2020) | Parámetros climáticos promedio de Durazno (normales 1991-2020) | Parámetros climáticos promedio de Durazno (normales 1991-2020) | Parámetros climáticos promedio de Durazno (normales 1991-2020) | Parámetros climáticos promedio de Durazno (normales 1991-2020) | Parámetros climáticos promedio de Durazno (normales 1991-2020) |
| Mes                                                            | Ene.                                                           | Feb.                                                           | Mar.                                                           | Abr.                                                           | May.                                                           | Jun.                                                           | Jul.                                                           | Ago.                                                           | Sep.                                                           | Oct.                                                           | Nov.                                                           | Dic.                                                           | Anual                                                          |
| -------------------------------------------------------------- | -------------------------------------------------------------- | -------------------------------------------------------------- | -------------------------------------------------------------- | -------------------------------------------------------------- | -------------------------------------------------------------- | -------------------------------------------------------------- | -------------------------------------------------------------- | -------------------------------------------------------------- | -------------------------------------------------------------- | -------------------------------------------------------------- | -------------------------------------------------------------- | -------------------------------------------------------------- | -------------------------------------------------------------- |
| Temp. máx. media (°C)                                          | 30.6                                                           | 29.3                                                           | 27.4                                                           | 23.7                                                           | 19.5                                                           | 16.5                                                           | 15.9                                                           | 18.3                                                           | 19.9                                                           | 22.7                                                           | 26.1                                                           | 28.9                                                           | 23.2                                                           |
| Temp. media (°C)                                               | 23.7                                                           | 23.0                                                           | 21.1                                                           | 17.7                                                           | 14.1                                                           | 11.4                                                           | 10.7                                                           | 12.5                                                           | 13.9                                                           | 16.8                                                           | 19.4                                                           | 22.0                                                           | 17.1                                                           |
| Temp. mín. media (°C)                                          | 16.9                                                           | 16.6                                                           | 14.8                                                           | 11.7                                                           | 8.6                                                            | 6.2                                                            | 5.5                                                            | 6.7                                                            | 8.0                                                            | 10.9                                                           | 12.9                                                           | 15.2                                                           | 11.1                                                           |
| Precipitación total (mm)                                       | 106                                                            | 126                                                            | 97                                                             | 118                                                            | 108                                                            | 102                                                            | 80                                                             | 91                                                             | 97                                                             | 126                                                            | 99                                                             | 115                                                            | 1264.6                                                         |
| Días de precipitaciones (≥ 1mm)                                | 7                                                              | 7                                                              | 6                                                              | 7                                                              | 6                                                              | 7                                                              | 5                                                              | 6                                                              | 6                                                              | 8                                                              | 6                                                              | 7                                                              | 78                                                             |
| Fuente: Instituto Uruguayo de Meteorología                     |                                                                |                                                                |                                                                |                                                                |                                                                |                                                                |                                                                |                                                                |                                                                |                                                                |                                                                |                                                                |                                                                |

## Población
Según el censo del año 2023 la ciudad capital del departamento contaba con una población de 40.279 habitantes.
| 10 597        | 22 203 | 25 981 | 27 834 | 30 607 | 32 128 | 34 368 | 40 279 |
| (Fuente: INE) |        |        |        |        |        |        |        |

## Economía
Es centro urbano de una región ganadera y agrícola, y cumple la función comercial y transformadora de estos productos a través de la industria cárnica y la harinera, principalmente.

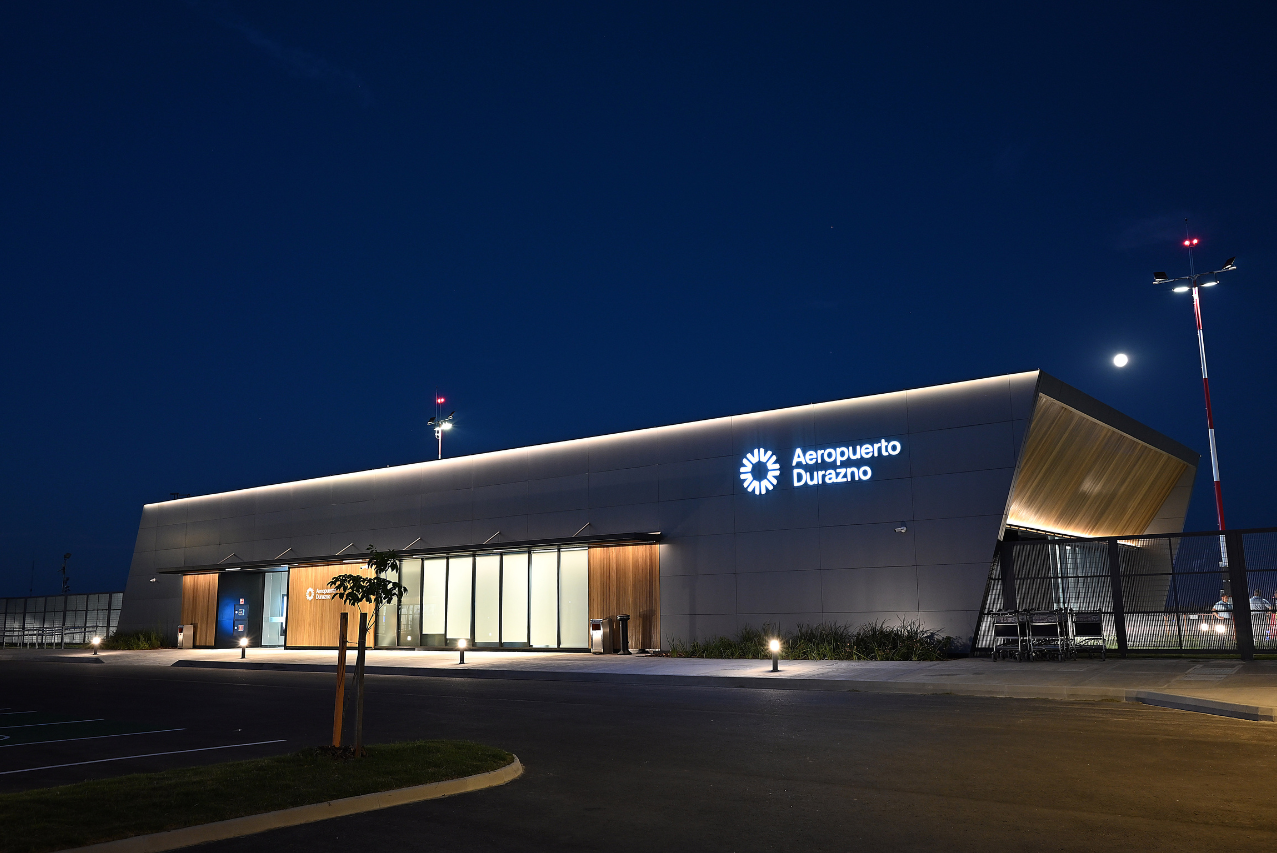
Aeropuerto Internacional de Durazno

El departamento se ha convertido en el centro de la industria forestal, funcionando una importante planta industrial de celulosa perteneciente a la multinacional finlandesa UPM. 
El paso del río Yí, mediante dos grandes puentes, ha sido históricamente esencial para esta ciudad, que se convirtió en nudo tradicional de comunicaciones en el centro del país. 
En la orilla derecha del Yí se encuentra una población, Santa Bernardina, estimulada por la creación del Aeropuerto Internacional de Santa Bernardina.

## Cultura
La iglesia de San Pedro de Durazno es un ícono de esta ciudad. Tras un incendio fue rediseñada por el ingeniero Eladio Dieste en ladrillo armado. Situada enfrente a la Plaza Independencia donde se encuentra el monumento a Colón que junto a la Iglesia son justamente identificativos duraznenses por excelencia.

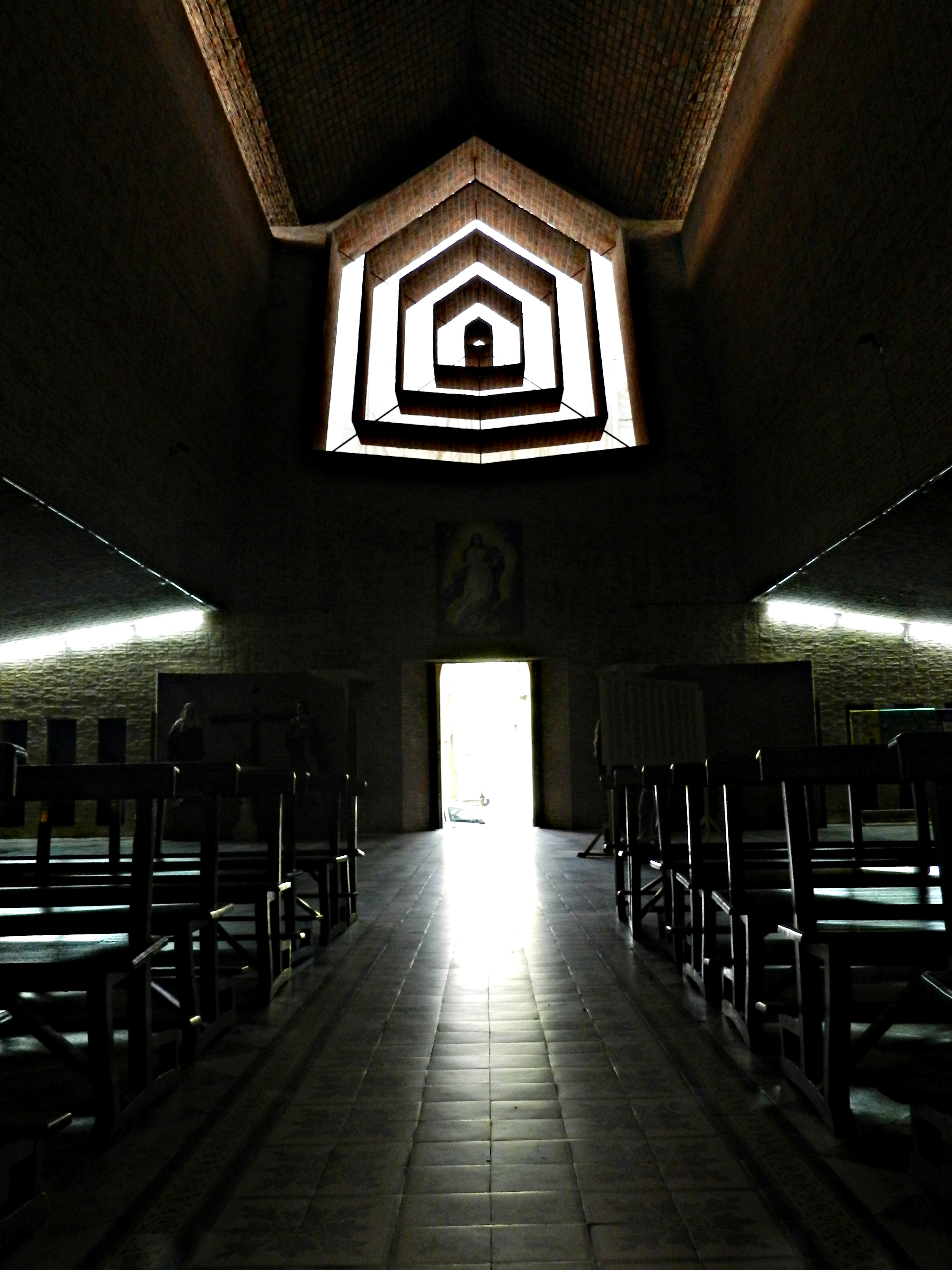
Interior de la iglesia San Pedro diseñado por el ingeniero Eladio Dieste.

En el ámbito cultural se desarrolla desde la década de 1970 un festival folclórico de relevancia nacional e internacional, por el que han pasado figuras de la talla de León Gieco, Rubén Rada, Jaime Roos y Soledad Pastorutti, entre otros.
El primer festival mencionado fue el 9 de febrero de 1973 y su nombre "Festival Nacional de Folclore" "Todo el Uruguay Canta en Durazno"". 
También se realizan en Durazno, desde 1989, las Primeras Llamadas del Interior, en las que desfilan comparsas de candombe de todo el Uruguay, excepto de Montevideo.
Últimamente ha cobrado importancia nacional, especialmente entre los jóvenes, debido al multitudinario Pilsen Rock, iniciado en 2003, donde en 2005 estuvieron presentes 15.000 jóvenes disfrutando de bandas como No Te Va Gustar, La Vela Puerca, La Abuela Coca y La Trampa, entre otros.

## Turismo
El desarrollo urbano de la ciudad refleja una planificación centralizada tradicional con una trama en cuadrícula que rodea su plaza mayor. Durazno posee un rico patrimonio histórico, dejando ver entre sus calles una arquitectura esencialmente europea, destacando, la Casa de Emilio Penza, la Intendencia de Durazno, la Casa de Fructuoso Rivera, la Iglesia San Pedro, entre muchas otras casas de época. En Durazno también se encuentra un amplio y tupido bosque autóctono a orillas del Río Yí, en este se ubica el Camping 33 Orientales, lugar donde turistas y hasta los mismos residentes acampan y realizan actividades en el verano. Frente al campamento se encuentra la playa "El Sauzal" la cual es caracterizada por los sauces criollos que en ella crecen.

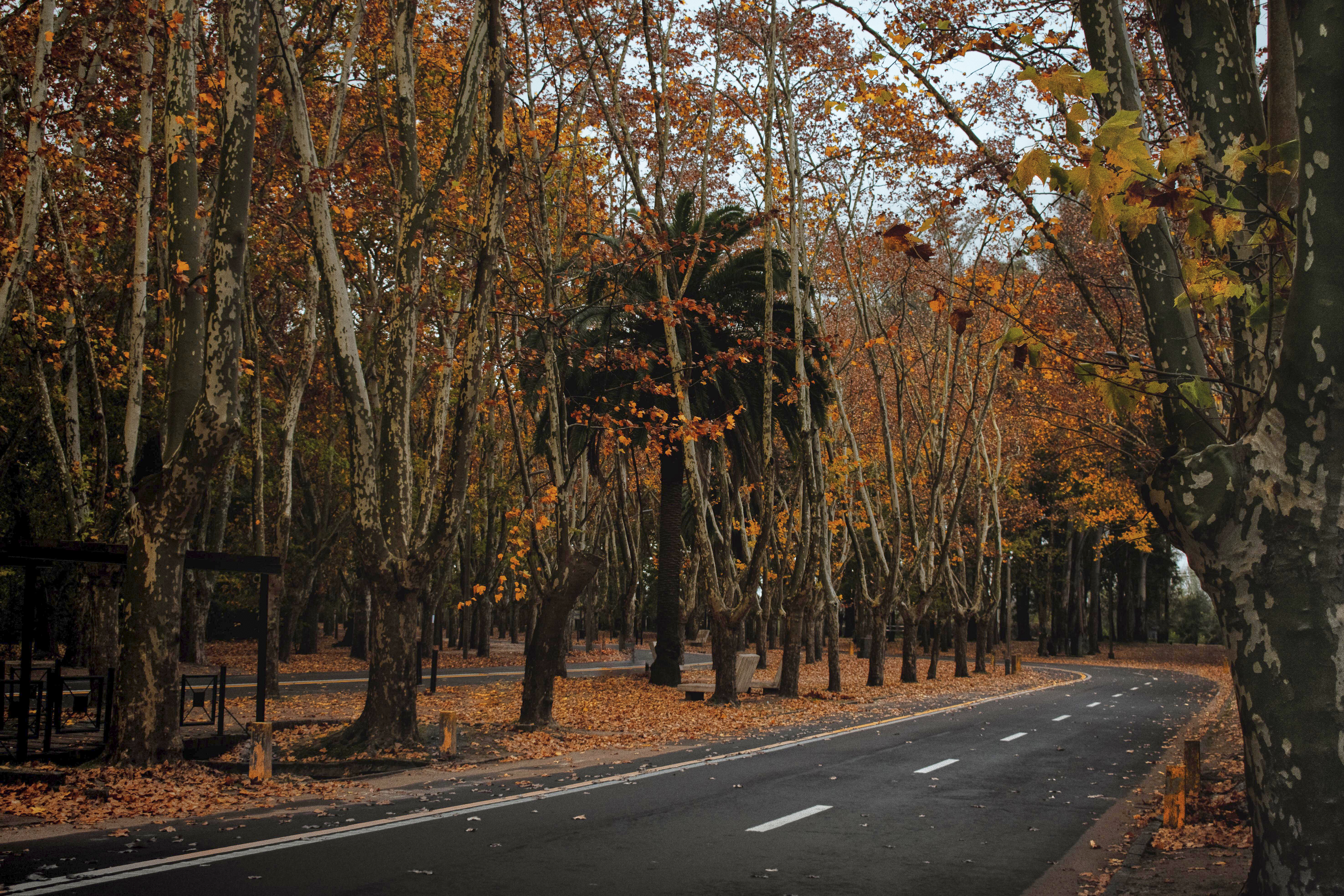
Avenida arbolada Winston Churchill con ejemplares de Platanus orientalis

La ciudad de Durazno ha sido reconocida por ser la ciudad más verde de Sudamérica, con la mayor densidad de arbolado público por metro cuadrado. Posee en su parte urbana una gran cantidad de árboles (entre 10 y 15 por manzana) en comparación con las edificaciones. Estos árboles son en su gran mayoría Platanus orientalis.
El parque de la Hispanidad, ubicado en la zona sur de la ciudad, es otro lugar natural que cuenta con amplios pastizales y pequeños arbolados.
A las afueras de la ciudad se destacan las pinturas rupestres cercanas a los arroyos Maestre Campo y Chamangá, también la Capilla Farruco, una de las construcciones coloniales más antiguas del Uruguay.

## Ciudadanos destacados
- Miguel C. Rubino
- Emilio Penza, médico y escritor.

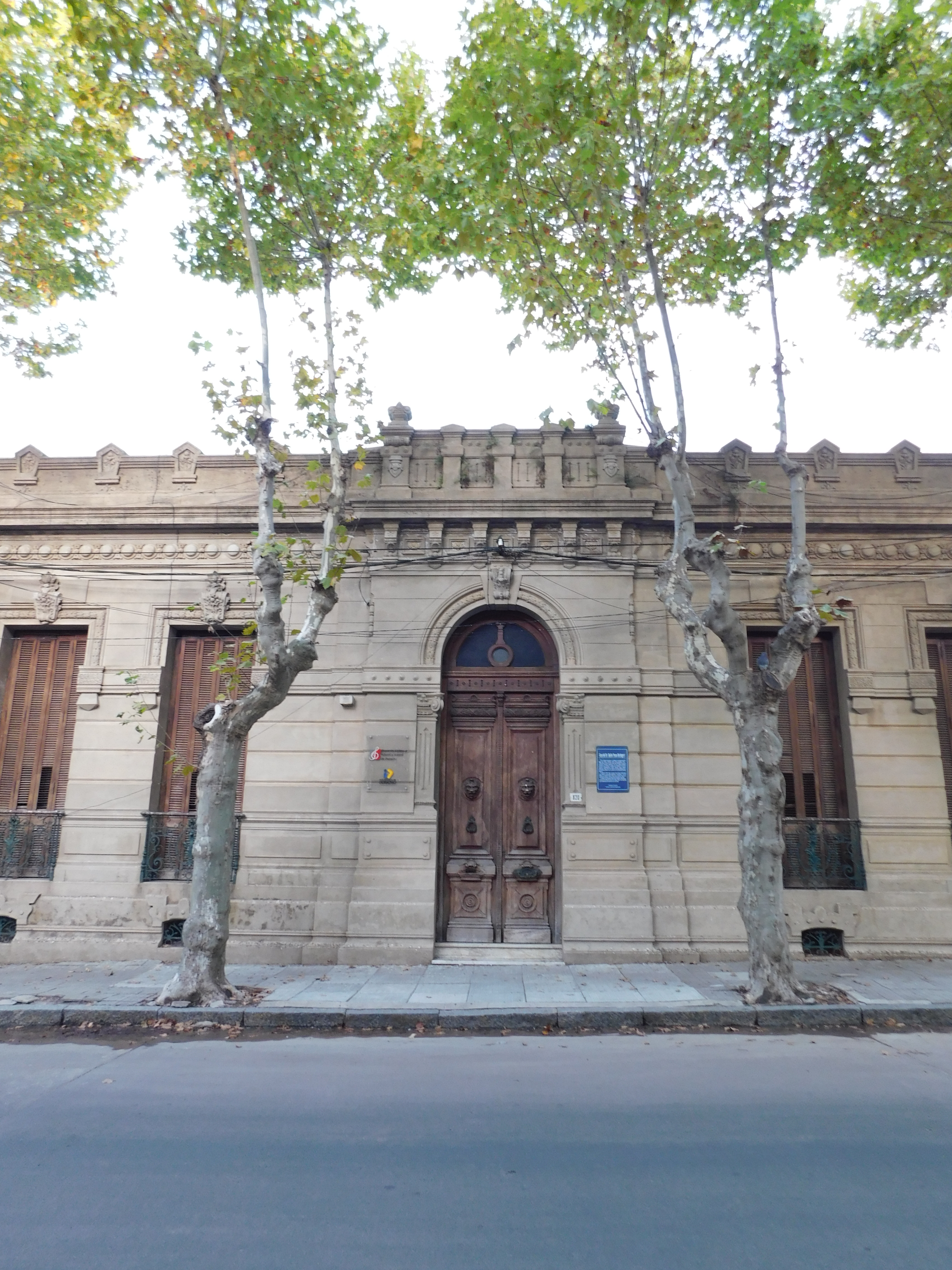
Casa del Dr. Emilio Penza

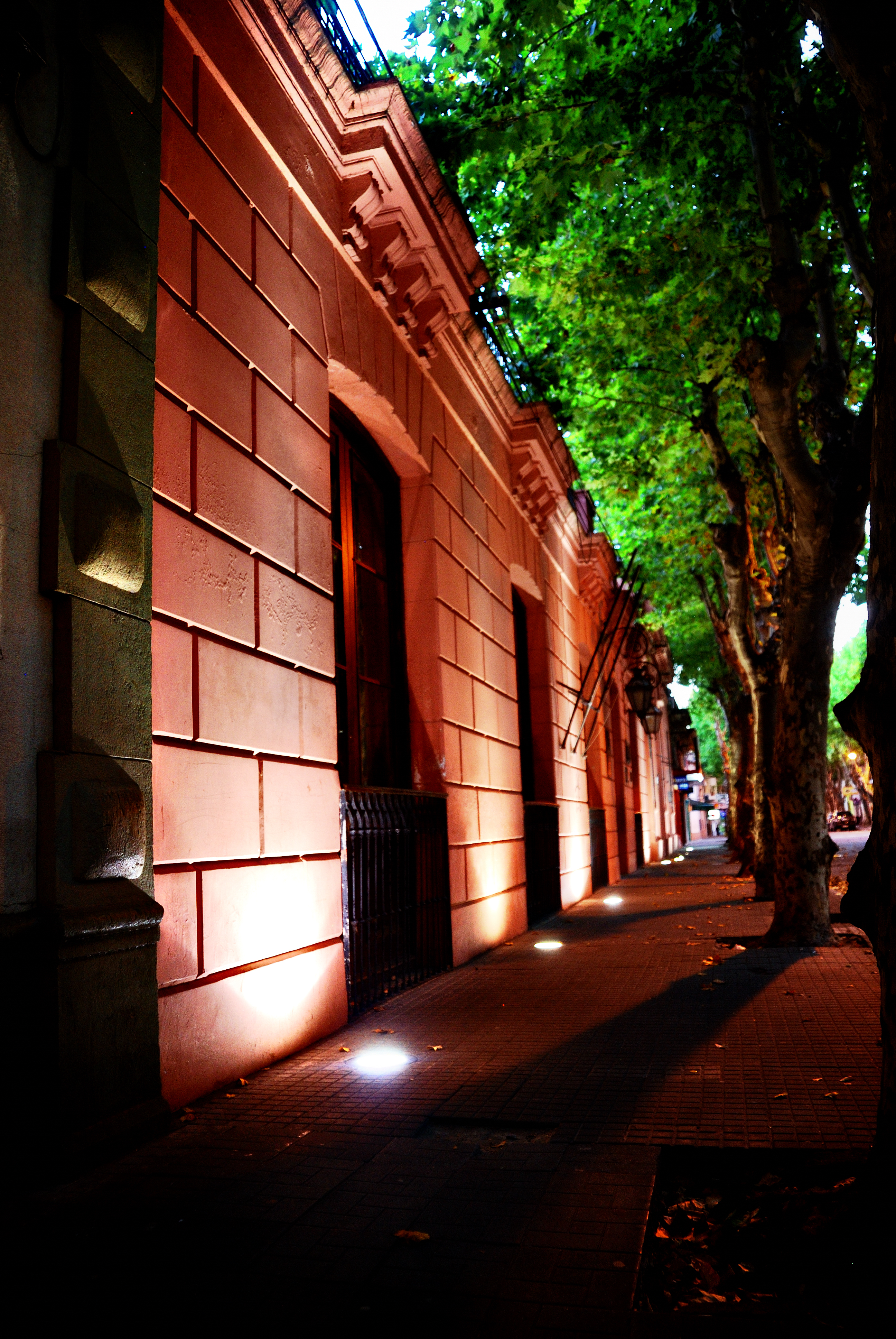
Museo casa general Fructuoso Rivera.

- Fructuoso Rivera, primer presidente constitucional de la República Oriental del Uruguay.
- Bernabé Michelena, escultor.
- Ignacio Ithurralde, exfutbolista y entrenador.
- Juan Ramón Carrasco, futbolista.
- Antonio Alzamendi, futbolista.
- Jorge Villazán, futbolista.
- Alfonso Domínguez, futbolista.
- Celia Galarza, primera presidenta de la junta departamental de Durazno.
- Rosina Sosa, actriz y directora teatral.